# الكلب الإسكتلندي
الكلب الإسكتلندي (قالب:لغة-غيلية إسكتلندية المعروف أيضًا باسم أبردين تيرير)، المعروف باسم سكوتي، هو سلالة من الكلاب. في البداية هو واحد من خمسة سلالات من جحر نشأت في إسكتلندا، والأربعة الأخرى هي سكاي وكايرن وداندي دينمونت والكلب الأبيض خلف المرتفعات. إنها سلالة مستقلة وعرة مع معطف خارجي سلكي وطبقة تحتية كثيفة ناعمة. أطلق إيرل دمبارتون الأول على السلالة «المتعصب». يقال إن السلالة الحديثة قادرة على تتبع نسبها إلى أنثى واحدة، تسمى سبلينتر الثاني.
إنها سلالة صغيرة من الكلاب ذات شكل مميز ولها العديد من الأدوار في الثقافة الشعبية. كانت مملوكة لمجموعة متنوعة من المشاهير، بما في ذلك الرئيس 32 للولايات المتحدة، فرانكلين ديلانو روزفلت، الذي تم تضمين سكوتي فالا مع روزفلت في تمثال في واشنطن العاصمة، وكذلك من قبل الرئيس 43، جورج بوش. كما أنها معروفة بكونها قطعة لعب في لعبة اللوح الاحتكار. توصف بأنها كلاب إقليمية مشاكسة، ويمكنها أن تكون رقيبًا جيدًا وتميل إلى أن تكون مخلصًا جدًا لعائلتها. من ناحية الصحة، يمكن أن تكون الكلاب الإسكتلندية أكثر عرضة لاضطرابات النزيف، واضطرابات المفاصل، وأمراض المناعة الذاتية، والحساسية، والسرطان من بعض سلالات الكلاب الأخرى، وهناك حالة تسمى على اسم سلالة سكوتي تشنج. كما أنها واحدة من أكثر سلالات الكلاب نجاحًا في عرض نادي وستمنستر بيت الكلب مع أفضل عرض في عام 2010.

## وصف

### مظهر خارجي

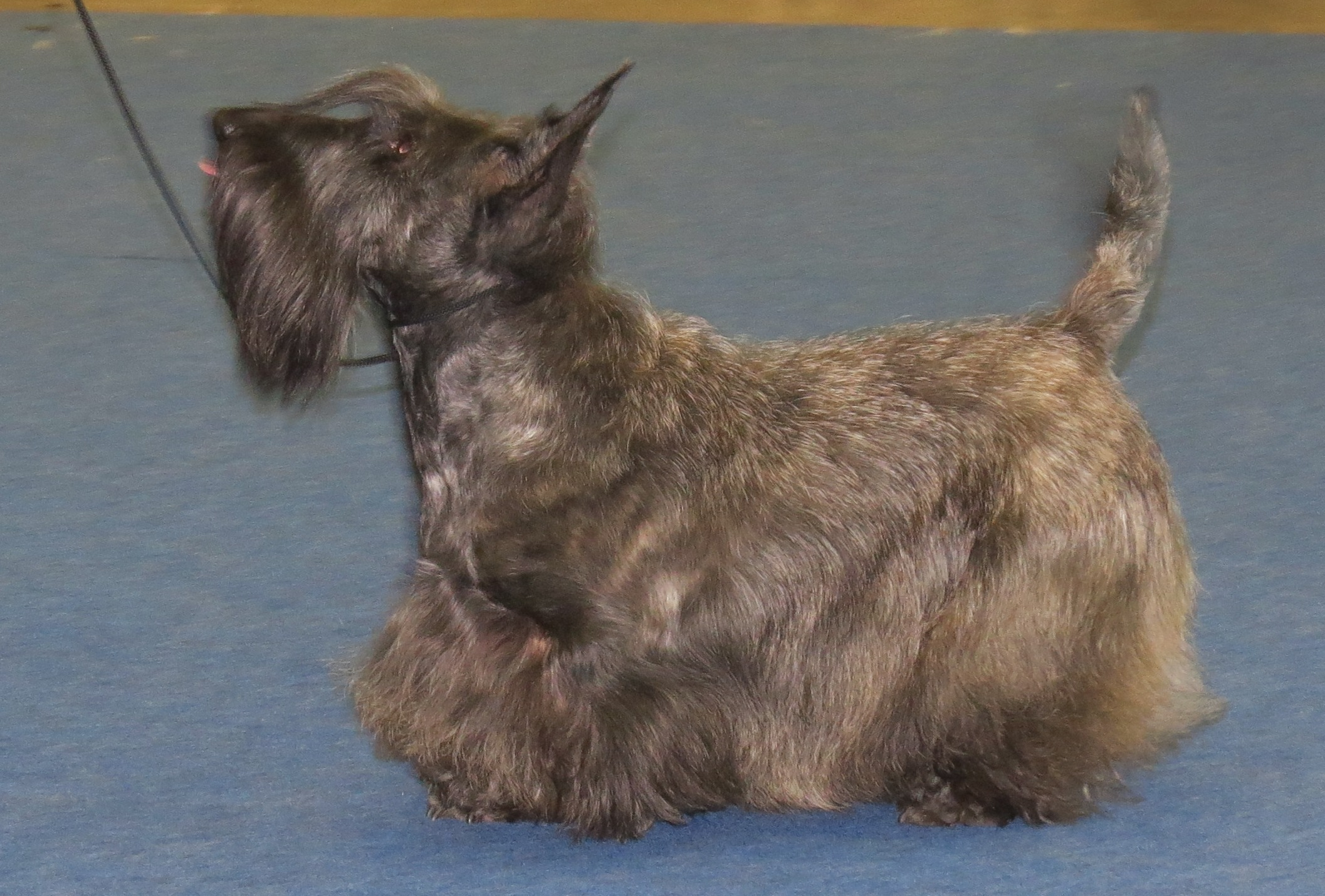
كلب إسكتلندي دبلي

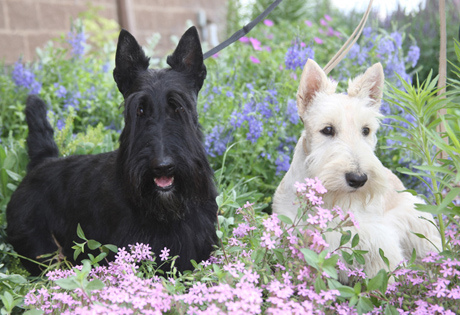
كلب إسكتلندي أسود وقمحي

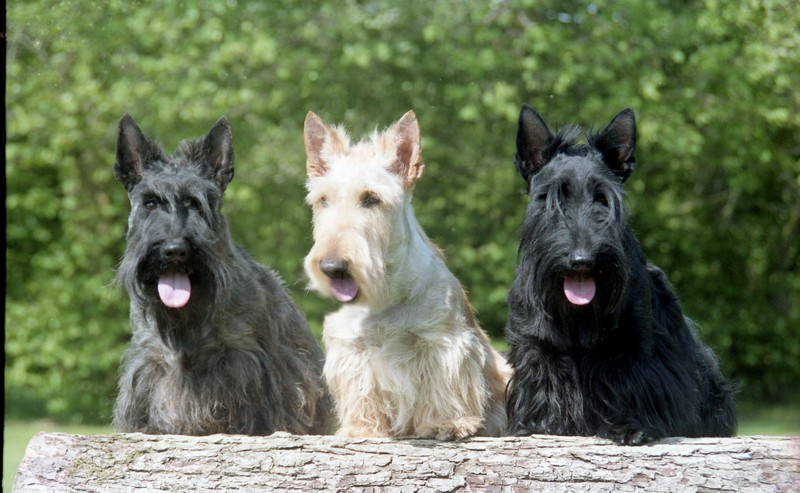
الكلاب الإسكتلندية بثلاثة ألوان

الإسكتلندي تيرير هو كلب صغير، مدمج، قصير الأرجل، مبني بقوة من العظام الجيدة والمواد. لديهم معطف صلب، سلكي، مقاوم للعوامل الجوية وجسم سميك، مجعد معلق بين أرجل قصيرة وثقيلة. هذه الخصائص، بالإضافة إلى تعبيره الحماسي الثاقب، «المتوهج»، وأذنيه المنتصبة وذيله هي السمات البارزة للسلالة. يجب أن تكون العيون صغيرة ومشرقة وثاقبة وأن تكون لوزية الشكل وليست مستديرة. يمكن أن يتراوح لونها بين الأسود والرمادي والأسود وحتى الأبيض. يجب أن تكون الأذنين صغيرين وخزين ومثبتين بشكل جيد على الجمجمة ومدببتين، لكن لا يتم قطعهما. يجب تغطيتها بشعر قصير مخملي.
يجب أن يكون الارتفاع عند الكتفين لكلا الجنسين حوالي 25 سم (9.8 بوصات)، وطول الظهر من الذيل إلى الذيل حوالي 28 سم (11 بوصة). بشكل عام، يجب أن يزن كلب سكوتي المتوازن من 8.5 إلى 10 كجم (19 إلى 22 رطلاً) والأنثى من 8 إلى 9.5 كجم (18 إلى 21 رطلاً). يبلغ ارتفاعه حوالي 10-11 بوصة (25 إلى 28 سم).

### الفرو

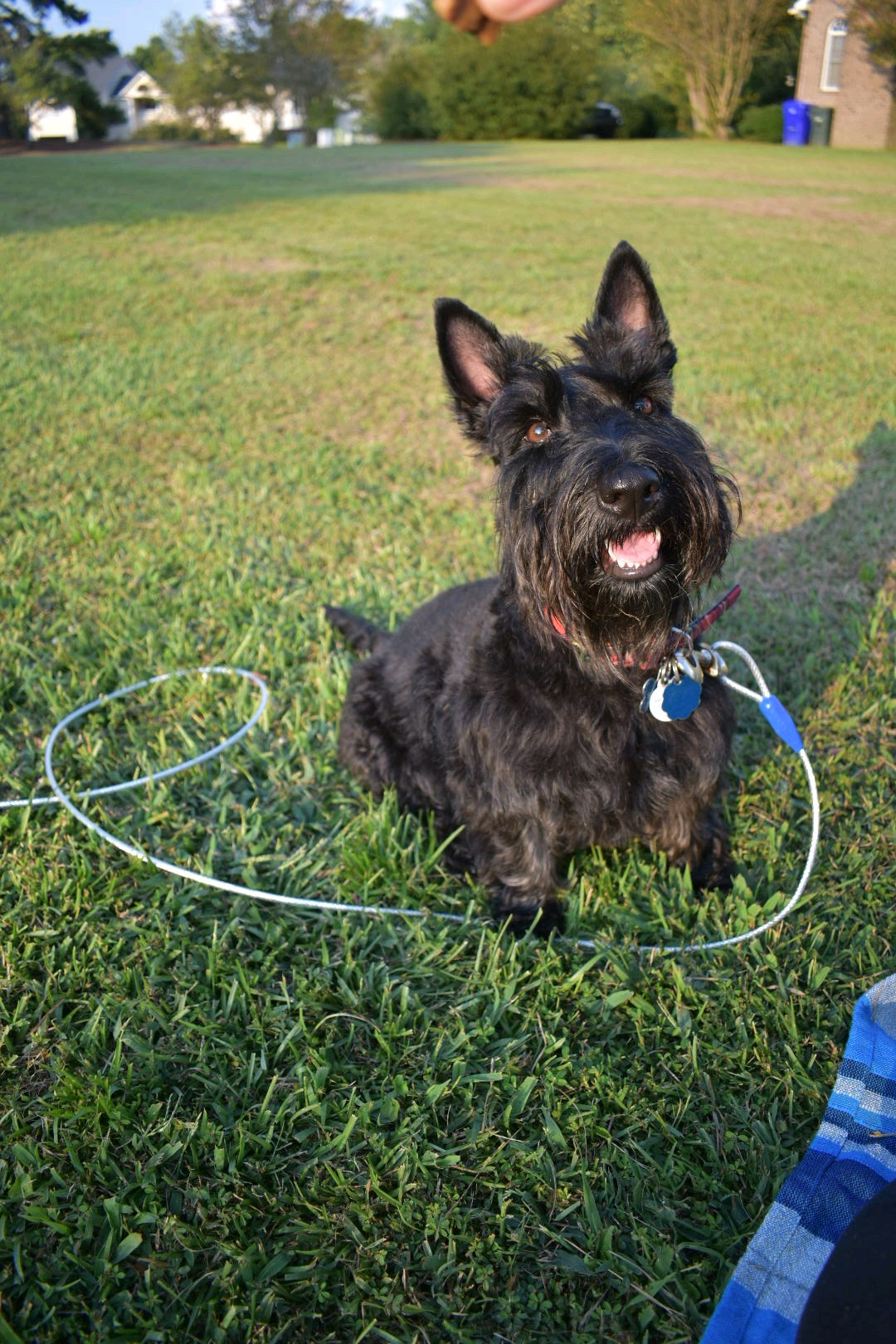
الإسكتلندي تيرير

عادة ما يكون لدى الكلب الإسكتلندي طبقة خارجية صلبة سلكية مع طبقة تحتية كثيفة وناعمة. يجب تقليم الغلاف وخلطه في المفروشات لإعطاء مخطط إسكتلندي متميز. قد يكون الغلاف الأطول على اللحية والساقين والجزء السفلي من الجسم أنعم قليلاً من معطف الجسم ولكن يجب ألا يكون أو يبدو رقيقًا.
تتراوح ألوان المعطف من الرمادي الداكن إلى الأسود النفاث والرمادي الداكن، وهو مزيج من الأسود والبني. تحدث أحيانًا الإسكتلندي مع معاطف القمح (القش إلى الأبيض تقريبًا)، وهي متشابهة في المظهر مع كلب القمح الناعم المغلف أو الكلب الأبيض خلف المرتفعات.

## طبع
الإسكتلنديون إقليميون، يقظون، سريع الحركة ومشاكسة، وربما أكثر من سلالات الكلاب الأخرى. من المعروف أن السلالة مستقلة وواثقة من نفسها ومرحة وذكية ولُقبت بـ «ديهارد» بسبب طبيعتها الوعرة وتصميمها اللامتناهي. أطلق عليها اسم «ديهارد» في الأصل في القرن التاسع عشر من قبل جورج، إيرل دمبارتون الرابع. كان لدى الإيرل مجموعة شهيرة من الكلاب الإسكتلندية الشجاعة لدرجة أنهم أطلقوا عليها اسم «ديهاردز». كان لدى الإيرل مجموعة شهيرة من الكلاب الإسكتلندية الشجاعة لدرجة أنهم أطلقوا عليها اسم «ديهاردز».
الإسكتلنديون، رغم وصفهم بأنهم محبون للغاية، تم وصفهم أيضًا بأنهم عنيدون. يتم وصفهم أحيانًا بأنهم سلالة منعزلة، على الرغم من أنه لوحظ أنهم يميلون إلى أن يكونوا مخلصين جدًا لعائلاتهم ومن المعروف أنهم يربطون أنفسهم بشخص أو شخصين.
لقد تم اقتراح أن الكلب الإسكتلندي يمكن أن يكون مراقبًا جيدًا نظرًا لميله إلى النباح فقط عند الضرورة ولأنه مخصص عادةً للغرباء، على الرغم من أن هذا ليس هو الحال دائمًا. لقد تم وصفها بأنها سلالة شجاعة قد تكون عدوانية حول الكلاب الأخرى ما لم يتم إدخالها في سن مبكرة. تم تربية الكلاب الإسكتلندية في الأصل لمطاردة ومحاربة الغرير الأوراسي. لذلك، فإن سكوتي عرضة للحفر ومطاردة الثدييات الصغيرة، مثل السناجب والجرذان والفئران.

## الصحة

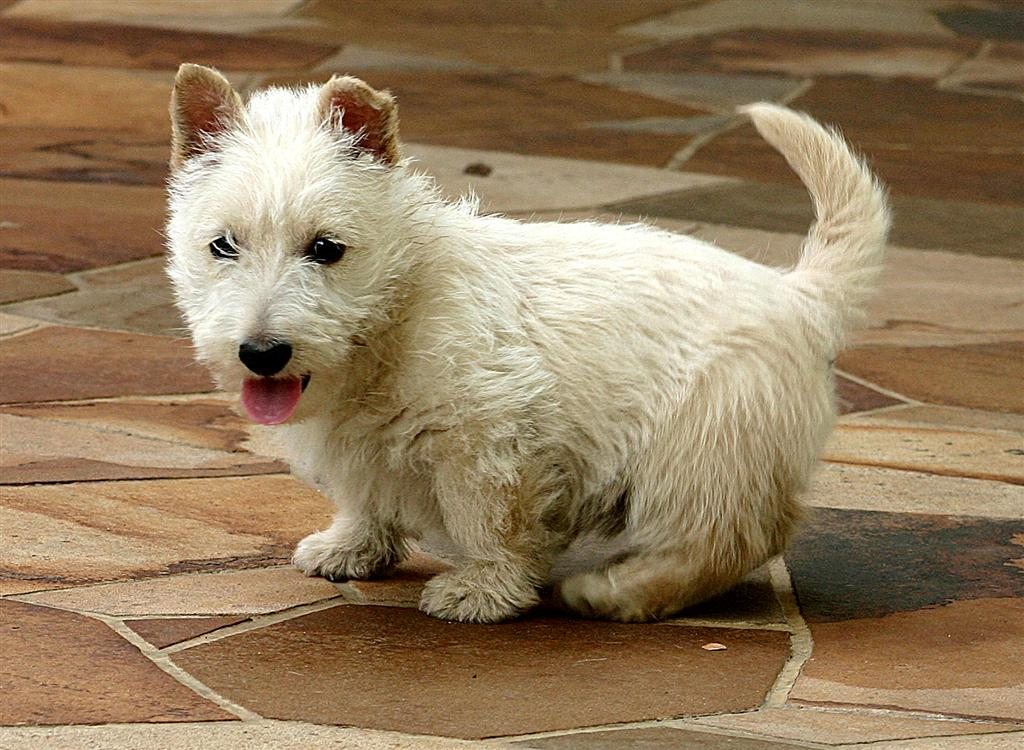
على الرغم من أن اللون الأسود هو اللون الأكثر تقليدية لسكوتي، إلا أنه يمكن أيضًا العثور على قمح سكوتيز، كما هو موضح في هذه الصورة لجرو سكوتي.

هناك مشكلتان تتعلقان بالصحة الوراثية في السلالة وهما مرض فون ويليبراند والاعتلال العظمي القحفي الفكي السفلي، كما يُرى أحيانًا تشنج سكوتي، والخلع الرضفي، والضمور العضلي للمخيخ في هذا الصنف. يمكن أن تظهر حالات العين الشائعة في مجموعة متنوعة من السلالات مثل إعتام عدسة العين والزرق في الإسكتلنديين مع تقدمهم في العمر. لا توجد شروط محددة تتعلق بالجلد والتي تؤثر على السلالة، ولكن يمكن أن تتأثر بالظروف الشائعة المتعلقة بالكلاب مثل الطفيليات والجرب. يعيش الإسكتلنديون عادة من 11 إلى 13 عامًا.

### السرطان في الكلاب الإسكتلندية
تتمتع الكلاب الإسكتلندية بفرصة أكبر لتطوير بعض السرطانات مقارنة بالسلالات الأصيلة الأخرى. وفقًا لبحث أجراه برنامج البيانات الطبية البيطرية (1986)، فإن ستة أنواع من السرطانات التي ظهر أن سكوتيز أكثر عرضة لخطر الإصابة بها (عند مقارنتها بالسلالات الأخرى) هي: (بترتيب تنازلي) سرطان المثانة وسرطان الخلايا الانتقالية الأخرى في المسالك البولية السفلية، سرطان الجلد الخبيث سرطان المعدة، سرطان الخلايا الحرشفية في الجلد، سرطان الغدد الليمفاوية وسرطان الأنف. تشمل السرطانات الأخرى المعروفة بأنها تؤثر بشكل شائع على الإسكتلنديين ساركوما الخلايا البدينة وساركوما وعائية.
أشارت الأبحاث إلى أن الكلاب الإسكتلندية أكثر عرضة للإصابة بسرطان المثانة بمقدار 20 مرة من السلالات الأخرى وأن النوع الأكثر شيوعًا من سرطان المثانة هو سرطان الخلايا الانتقالية في المثانة. علقت الدكتورة ديبورا كناب من كلية الطب البيطري بجامعة بوردو قائلة: «يحدث هذا المرض عادة في الكلاب الأكبر سنًا (متوسط العمر 11 عامًا) وهو أكثر شيوعًا عند الإناث (نسبة 2: 1 من الإناث إلى الذكور).» تتمثل أعراض سرطان الخلايا الانتقالية في وجود دم في البول، وإجهاد عند التبول، وكثرة التبول - على الرغم من أن المالكين الذين يلاحظون أيًا من هذه الأعراض يجب أن يدركوا أيضًا أن الأعراض نفسها قد تشير أيضًا إلى وجود عدوى في المسالك البولية.
أكثر أشكال العلاج شيوعًا وفعالية لسرطان الخلايا الانتقالية هو بيروكسيكام، وهو عقار مضاد للالتهابات غير ستيرويدي «يسمح للخلايا السرطانية بقتل نفسها».

### سكوتي تشنج
تشنج سكوتي هو اضطراب وراثي متنحي يعيق قدرة الكلب على المشي. وهو ناتج عن خلل في مسارات الدماغ التي تتحكم في تقلص العضلات نتيجة لانخفاض مستوى السيروتونين في الجسم. تظهر الأعراض فقط عندما يكون كلب معين تحت درجة معينة من الإجهاد. يتم دفع الأرجل الأمامية إلى الجانب، والأقواس الخلفية والأرجل الخلفية مفرطة في الانحناء، مما يتسبب في سقوط الكلب إذا كان يتحرك بسرعة.
ثبت أن كل من فيتامين إي وديازيبام وفلوكسيتين علاجات فعالة إذا لزم الأمر. تم العثور على تقلص سكوتي في سلالات أخرى من جحر، بما في ذلك سيسكي تيرير. «السقوط العرضي»، وهي حالة وجدت في كلب فارس الملك شارل تعتبر مشابهة لهذا الاضطراب.

### تقويم العظام القحفي الفكي
تُعرف هذه الحالة أيضًا باسم «فك الأسد» أو «ويستي جو» أو «سكوتي جو»، وتحدث هذه الحالة من الاعتلال العظمي القحفي الفكي بسبب النمو المفرط للعظام في الفك السفلي، وعادة ما تحدث هذه الحالة بين أربعة وسبعة أشهر من العمر. مثل سكوتي كرامب، فهو اضطراب وراثي وراثي متنحي، ويمكن أن يسبب إزعاجًا للكلب عندما يحاول المضغ. عادة ما يتباطأ تطور الحالة بين 11 و13 شهرًا من العمر، ويتبعه أحيانًا انحدار بطيء جزئي أو كامل.
شوهدت هذه الحالة أيضًا في سلالات أخرى من الكلاب، مثل الكلب الأبيض خلف المرتفعات، وكيرن تيرير، والكلب بوسطن، بالإضافة إلى بعض السلالات الأكبر مثل بولماستيف.

### مرض فون ويلبراند
مرض فون ويلبراند هو اضطراب نزيف وراثي يوجد في كل من الكلاب والبشر. وهو ناتج عن نقص عامل فون ويلبراند الذي يلعب دورًا في عملية تخثر الدم. هذا يمكن أن يسبب وظيفة غير طبيعية للصفائح الدموية وأوقات نزيف طويلة. يمكن أن تكون الكلاب المصابة عرضة لنزيف الأنف وزيادة النزيف بعد الصدمة أو الجراحة. هناك ثلاثة أنواع من هذه الحالة، النوع الأول هو الأكثر شيوعًا، بينما النوع الثاني والثالث أكثر ندرة، ولكنه أكثر شدة. يعد مرض النوع الأول من مرض فون ويلبراند شائعًا نسبيًا في الكلب الإسكتلندي.
النوع الأول أكثر انتشارًا في دوبرمان بينشر، ولكنه شائع في كلب الراعي شتلاند مثل الكلب الإسكتلندي. تظهر الحالة في معظم السلالات إلى حد ما، ولكن السلالات الأخرى ذات المخاطر المتزايدة تشمل المسترد الذهبي والكلب الراعي الألماني وباسيت هاوند والكلب مانشستر.

## تاريخ

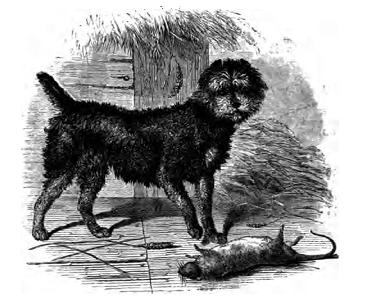
سكوتش ترير، نُشر عام 1859

أدى التجميع الأولي للعديد من كلاب المرتفعات (بما في ذلك سكوتي) تحت الاسم العام سكاي تيريرز إلى بعض الارتباك في نسب السلالة. هناك خلاف حول ما إذا كانت سكاي تيريرز المذكورة ممحاة في سجلات أوائل القرن السادس عشر تنحدر بالفعل من أسلاف سكوتي أو العكس. ومع ذلك، فمن المؤكد أن الكلب الأبيض خلف المرتفعات يرتبطان ارتباطًا وثيقًا - كلاهما نشأ من منطقة بلاكماونت في بيرثشاير ومور أوف رانوش. تم تربية الإسكتلنديين في الأصل لاصطياد وقتل الحشرات في المزارع وصيد الغرير والثعالب في مرتفعات إسكتلندا.
الأصل الفعلي لسلالة قديمة قدم الإسكتلندي تيرير غامض وغير موثق. يعود تاريخ أول تسجيلات مكتوبة عن كلب له وصف مشابه للكلب الإسكتلندي إلى عام 1436، عندما وصفها دون ليزلي في كتابه تاريخ إسكتلندا 1436-1561. بعد مائتي عام، رسم جوشوا راينولدس صورة لفتاة صغيرة تداعب كلبًا يشبه في مظهره سكوتي في العصر الحديث. كان الملك جيمس السادس والأول ملك إسكتلندا شخصية تاريخية بارزة في تاريخ إسكتلندا تيرير. في القرن السابع عشر، عندما أصبح الملك جيمس السادس ملك إنجلترا جيمس الأول، أرسل ستة ترير - يُعتقد أنها أسلاف كلب إسكتلندي - إلى ملك فرنسي كهدية. زاد حبه وعشقه للسلالة من شعبيتها في جميع أنحاء العالم.
يبدو أن العديد من كتاب الكلاب بعد أوائل القرن التاسع عشر يتفقون على أنه كان هناك نوعان من الكلاب الموجودة في بريطانيا في ذلك الوقت - ما يسمى بشعر خشن يسمى سكوتش تيرير وترير إنجليزي ناعم الشعر. يقول توماس براون، في كتابه المخططات البيولوجية والحكايات الأصلية للكلاب (1829)، أن "سكوتش تيرير هو بالتأكيد أنقى نقطة في السلالة ويبدو أن اللغة الإنجليزية (السلسة) قد تم إنتاجها بواسطة صليب منه". ذهب براون إلى وصف سكوتش تيرير بأنه "منخفض القامة، مع جسم عضلي قوي، وأرجل قصيرة قوية، ورأس كبير بما يتناسب مع الجسم" وكان "بشكل عام ذو لون رملي أو أسود" مع "طويل، متشقق" وفرو صلب ". على الرغم من أن سكوتش تيرير الموصوف هنا أكثر عمومية من كونه خاصًا بسلالة، إلا أنه يؤكد وجود كلب صغير صلب ومغطى بالخشونة تم تطويره لصيد الطرائد الصغيرة في المرتفعات الإسكتلندية في أوائل القرن التاسع عشر، وصف يشترك في الخصائص مع ما كان يُعرف سابقًا باسم أبردين تيرير ويُعرف اليوم باسم سكوتش تيرير. بالإضافة إلى ذلك، تصور لوحات إدوين لاندسير وطباعة حجرية عام 1835 بعنوان "الكلاب الإسكتلندية في العمل في كايرن في المرتفعات الغربية" كلاب من نوع سكوتي تشبه إلى حد بعيد تلك الموصوفة في أول معيار ترير إسكتلندي.

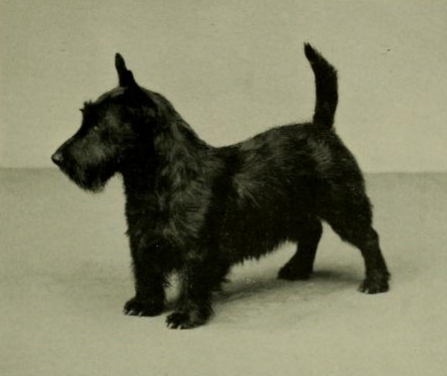
الفصل بابتون نورمان، مولى شهير من عام 1914.

في القرن التاسع عشر، كانت مرتفعات إسكتلندا، بما في ذلك جزيرة سكاي، وفيرة بالكلاب المعروفة أصلاً بالمصطلح العام «الكلاب قصيرة الشعر» أو «الكلاب الصغيرة سكاي». قرب نهاية القرن التاسع عشر، تقرر فصل هذه الكلاب الإسكتلندية وتطوير سلالات نقية وسلالات معينة. في الأصل، تم تقسيم السلالات إلى فئتين: داندي دينمونت تيريرز وسكاي تيرير (ليس سكاي تيرير المعروف اليوم، ولكنه اسم عام لمجموعة كبيرة من الكلاب ذات السمات المختلفة التي يقال إنها نشأت من جزيرة سكاي). كان معرض برمنغهام إنجلترا للكلاب عام 1860 أول من قدم دروسًا لهذه المجموعات من الكلاب. استمروا في الظهور في مجموعات عامة لعدة سنوات، وشملت هذه المجموعات أسلاف اليوم الإسكتلندي تيرير. بدأ التاريخ المسجل والتطور الأولي للسلالة في أواخر سبعينيات القرن التاسع عشر مع تطور عروض الكلاب. يتطلب المعرض والتحكيم على الكلاب مقارنة بمعيار السلالة، وبالتالي تم تدوين مظهر ومزاج سكوتي لأول مرة. في نهاية المطاف، تم تقسيم سكاي تيرير إلى ما يعرف اليوم باسم الكلب الإسكتلندي وسكاي تيرير والكلب الأبيض خلف المرتفعات وكيرن تيرير.
بينما سعى مربو الحيوانات إلى تحديد وتوحيد السلالة ووصفها خلال أواخر القرن التاسع عشر، كان الكلب الإسكتلندي معروفًا بالعديد من الأسماء المختلفة: المرتفعات، وكيرن، وديهارد، وفي أغلب الأحيان، أبردين تيرير - سميت بسبب العدد الهائل من الكلاب في المنطقة ولأن أدامسون من أبردين عرض كلابه بنجاح خلال سبعينيات القرن التاسع عشر. روجر روف، كلب مملوك لآدمسون، ترتان، كلب مملوك للسيد باينتون بيجوت، بون أكورد، مملوك من قبل السادة لودلو وبرومفيلد، وسبلينتر الثاني المملوك للسيد لودلو، كانوا الفائزين الأوائل في معارض الكلاب وهم الكلاب الأربعة التي منها بدأت جميع سلالات الكلاب الإسكتلندية في النهاية. غالبًا ما يقال أن كل السكوتيات الحالية تنبع من كلبة واحدة، سبلينتر 2، وأبوين. في كتابها، الكلب الإسكتلندي الجديد، تشير سيندي كوك إلى سبلينتر 2 على أنها «رئيسة مؤسسة الكلب الإسكتلندي الحديث.» تتابع كوك قائلة: "لأي سبب من الأسباب، نشأت سلسلة المربين الأوائل على هذه الكلبة إلى الاستبعاد الافتراضي لجميع الآخرين. تزاوجت مع ترتان، أنتجت ووري، سد أربعة أبطال. رامبلر، ابنها من بوناكورد، أنجبت المؤسسين للسلالة، دندي (من القلق) وأليستير (من ابنة دندي) "ينزل أبطال العرض على جانبي المحيط الأطلسي من سبلينتر وأبنائها.
الكابتن جوردون موراي وكانت شيرلي مسؤولة عن تحديد النوع في عام 1879. بعد ذلك بوقت قصير، في عام 1879، عُرضت سكوتيز لأول مرة في قصر ألكسندر في إنجلترا، بينما بدأ تصنيفها في العام التالي بنفس الطريقة التي يتم بها تصنيفها اليوم. تمت صياغة أول معيار مكتوب للسلالة من قبل موريسون وطومسون جراي وظهر في كتاب فيرو شو المصور للكلب، الذي نُشر عام 1880، كان له تأثير كبير في تحديد نوع السلالة واسمها. وصف المعيار تلوين السلالة بأنه «رمادي أو أشيب أو بريندل»، حيث لم يصبح التلوين الأسود المعتاد للإسكتلنديين رائعين أو مفضلين حتى القرن العشرين.
في عام 1881 تم تأسيس «نادي إنجلترا الإسكتلندي»، وهو أول ناد مخصص للسلالة. سكرتير النادي، لودلو، هو المسؤول عن نشر السلالة بشكل كبير في الأجزاء الجنوبية من بريطانيا العظمى. لم يتم تأسيس «نادي إسكتلندا الإسكتلندي» حتى عام 1888، بعد سبع سنوات من تأسيس النادي الإنجليزي. بعد تشكيل النوادي الإنجليزية والإسكتلندية، أعقب ذلك عدة سنوات من الخلاف بشأن المعيار الرسمي للسلالة. تمت تسوية المشكلة أخيرًا بمعيار معدل في عام 1930، والذي كان يعتمد على أربعة كلاب جاهزة. كانت الكلاب ضرورة هيذر لروبرت وجيمس تشابمان، البورن بارتي، ولدت من قبل كاولي، ألبورن آني لوري، ولدت من قبل الآنسة ويك والآنسة ويك من دوكن (شقيق القمامة لآني لوري). قامت هذه الكلاب الأربعة وذريتهم بتعديل مظهر سكوتي، وخاصة طول الرأس، والقرب من الأرض، وتربيع الجسم. أدى نجاحهم اللاحق في حلقة العرض إلى أن يصبحوا مطلوبين بشدة من قبل الجمهور والمربي البريطانيين. على هذا النحو، أحدث المعيار المعدل ثورة في السلالة. تم التعرف على هذا المعيار الجديد لاحقًا من قبل نادي بيت الكلب في المملكة المتحدة حوالي عام 1930.
تم تقديم الإسكتلنديين إلى أمريكا في أوائل تسعينيات القرن التاسع عشر، ولكن لم تصبح السلالة شائعة حتى السنوات بين الحرب العالمية الأولى والحرب العالمية الثانية. تم تشكيل نادي إسكتلندي تيرير أمريكا في عام 1900 وتم كتابة المعيار في عام 1925. تم التعرف على الإسكتلندي تيرير من قبل نادي بيت للكلاب في عام 1934. بحلول عام 1936، كانت سكوتيز هي ثالث أكثر سلالات شعبية في الولايات المتحدة. على الرغم من أنهم لم يبقوا في الموضة بشكل دائم، إلا أنهم استمروا في التمتع بشعبية ثابتة مع شريحة كبيرة من الجمهور الذي يمتلك الكلاب في جميع أنحاء العالم. أسست نادي إسكتلندا تيرير أمريكا صندوقها الاستئماني الصحي في عام 1995 والذي يدعم البحث في القضايا الصحية في السلالة.
فاز الكلب الإسكتلندي بأفضل عرض في عرض نادي وستمنستر بيت الكلب أكثر من أي سلالة أخرى باستثناء سلك فوكس تيرير، بإجمالي تسع مرات. بدأت هذه الانتصارات في عام 1911 بفوز دغدغة إم جوك وتشمل الانتصارات الأخيرة مثل عام 1995 عندما كان فازت غايلفورس آخر النصي (بيغي سو)، وفي عام 2010 بفوز راوندتاون مرسيدس من ماريسكوت.

## الإسكتلنديون المشهورون والثقافة الشعبية

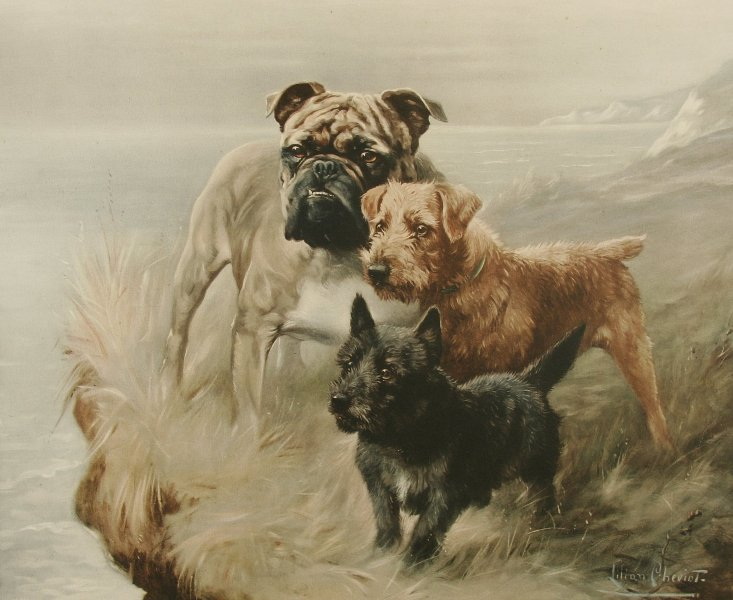
تعال إلى هنا! (1915) بواسطة ليليان شفيوت، ويظهر الاختلافات التقريبية في الأحجام بين الإسكتلندي تيرير، والويلزي تيرير وبلدوغ.

سكوتي والراعي الألماني هما السلالات الوحيدة من الكلاب التي عاشت في البيت الأبيض أكثر من ثلاث مرات. اشتهر الرئيس فرانكلين روزفلت بامتلاكه سكوتي اسمه فالا، هدية من ابنة عمه البعيدة، مارغريت سوكلي. أحب الرئيس فيلا كثيرًا لدرجة أنه نادرًا ما ذهب إلى أي مكان بدونه. كان لدى روزفلت عدة سكوتيز قبل فالا، بما في ذلك واحد اسمه دافي وآخر يدعى السيد دافي. كان لدى إليانور روزفلت كلب إسكتلندي يدعى ميجي عندما دخلت العائلة البيت الأبيض في عام 1933. في الآونة الأخيرة، كان الرئيس جورج دبليو بوش يمتلك اثنين من الكلاب الإسكتلندية السوداء، بارني وملكة جمال بيزلي. لعب بارني دور البطولة في تسعة أفلام أنتجها البيت الأبيض.
من بين المشاهير الآخرين المعروفين بامتلاك سكوتيز: الملكة فيكتوريا، إيفا براون، دوايت أيزنهاور، جاكلين كينيدي، إد ويتفيلد، روديارد كبلينغ، غلبرت كيث تشيسترتون، ورئيس بولندا، ليخ كاتشينسكي. تمتلك الممثلة تاتوم أونيل كلبًا إسكتلنديًا. قيل إنها شعرت بالحزن الشديد لموت كلبها بسبب السرطان وكبر السن لدرجة أنها عادت إلى المخدرات.
يشتهر سكوتي أيضًا بظهوره في لعبة اللوحة الشهيرة، مونوبولي، باعتباره رمزًا للاعب. عندما تم إنشاء اللعبة لأول مرة في الثلاثينيات من القرن الماضي، كانت سكوتيز واحدة من أشهر الحيوانات الأليفة في الولايات المتحدة، وهي أيضًا واحدة من أكثر رموز ألعاب مونوبولي شهرة، وفقًا لما قاله مات كولينز، نائب رئيس التسويق في هاسبرو. في فيلم ديزني النبيلة والشارد (1955)، كلب إسكتلندي يدعى جوك هو صديق ليدي، كوكر سبانيل الأمريكي. سكوتي يدعى باستر هو حيوان فاتي الأليف في سلسلة روايات إنيد بليتون الخمسة المكتشفة والكلاب الغامضة (1943-1961). كلب إسكتلندي يدعى دولسينيا هو سارق المشهد في رواية أمريكا اللاتينية عام 1998 يو يو بوينج! بواسطة جيانينا براشي. في روايات بي جي وودهاوس جيفز وووستر تنتشر الكلاب الإسكتلندية أيضًا في مشاهد كورالاين (فيلم).
في مايو 2007، عينت جامعة كارنيجي ميلون الإسكتلندي تيرير تعويذة مسؤولها الرسمي. كانت الإسكتلندية تميمة غير رسمية طويلة الأمد للجامعة، والتي يتم تكريم تراث مؤسسها الإسكتلندي أيضًا من خلال اللقب الرياضي الرسمي «الترتان». تستخدم كلية أغنيس سكوت في ديكاتور، جورجيا أيضًا سكوتي كجالب الحظ. منظمة ألعاب القوى للهواة جوغسكوتلاند لديها تمثال إسكتلندي مجسم كتميمة لها.

## روابط خارجية
- الإسكتلندي الكلب الإسكتلندي على مشروع الدليل المفتوح